# VirusTotal
VirusTotal este un site web care oferă servicii gratuite de verificare a fișierelor împotriva virușilor. Acesta folosește până la 54 de antiviruși diferiți și motoare de scanare pentru a verifica fișierele dacă sunt virusate sau pentru a verifica contra cazurilor fals pozitiv. Fișierele de până la 128 MB pot fi încărcate pe site sau trimise prin email. Producătorii de software antivirus pot primi copii ale fișierelor depistate de alte scanere ca fiind infectate, dar omise de propriul antivirus, pentru a-și îmbunătăți propriul lor software. De asemenea, utilizatorii pot scana URL-uri suspecte și să caute prin datasetul VirusTotal.
VirusTotal este un serviciu multilingvistic disponibil în peste 24 de limbi.
VirusTotal a fost ales de către PC World drept unul din cele mai bune 100 produse ale anului 2007.
Pe 7 septembrie 2012 s-a anunțat faptul că Google Inc. a achiziționat VirusTotal.

## VTUploader pentru Microsoft Windows
VTUploader este o aplicație care se integrează în meniul contextual al Windows Explorer (click-dreapta), listat în Trimite la (Send To) > Virus Total. De asemenea, aplicația poate fi lansată aparte manual pentru a trimite un URL sau un program care activează la moment pe SO.
VirusTotal stochează denumirile și diferite hash-uri ale fiecărui fișier scanat. Fișierele deja scanate pot fi identificate după hashul SHA256 cunoscut fără a mai încărca fișierul. Interogarea SHA256 pentru URL are forma https://www.virustotal.com/latest-scan/SHA256. Mărimea maximă a fișierelor încăcate este în mod normal limitată la 64 MB.

## VirusTotal pentru browsere
Există câteva extensii disponibile pentru browsere, printre care VTzilla pentru Mozilla Firefox, VTchromizer pentru Google Chrome și VTexplorer pentru Internet Explorer. Acestea permit utilizatorului să descarce fișiere direct prin aplicația web VirusTotal înainte de a le salva în computer, dar permit și scanarea URL-urilor.

## VirusTotal pentru mobil
De asemenea, serviciul oferă o aplicație Android care folosește API-ul public pentru a verifica orice aplicație instalată dacă a fost anterior scanată de VirusTotal și a vedea statutul ei.

## API public
VirusTotal oferă servicii gratuite de API public care permite automatizarea unor operațiuni online cum ar fi "încărcarea și scanarea fișierelor, trimiterea și scanarea URL-urilor, accesarea raporturilor de scanare finalizate și plasarea automată de comentarii la URL-uri și sample-uri scanate". Sunt aplicate unele restricții pentru cererile făcute prin API-ul public: este necesar un cheie API individuală obținută gratuit online la înregistrare, o coadă de scanare de prioritate scăzută, număr limitat de cereri pentru o perioadă de timp, etc.

## Produse antivirus utilizate
- AegisLab (AegisLab)
- Agnitum (Agnitum)
- AhnLab Inc (AhnLab V3)
- Antiy Labs (Antiy-AVL)
- Aladdin (eSafe)
- ALWIL (Avast! Antivirus)
- AVG Technologies (AVG)
- Avira (AntiVir)
- Baidu (Baidu-International)
- BitDefender GmbH (BitDefender)
- Bkav Corporation (Bkav)
- ByteHero Information Security Technology Team (ByteHero)
- Cat Computer Services (Quick Heal)
- [CMC InfoSec (CMC Antivirus)
- Commtouch (Command Antivirus)
- ClamAV (ClamAV)
- Comodo (Comodo)
- Doctor Web Ltd (Dr.Web)
- Emsi Software GmbH (Emsisoft)
- Eset Software (ESET NOD32)
- Fortinet (Fortinet)
- FRISK Software (F-Prot)
- F-Secure (F-Secure)
- G DATA Software (GData)
- Hacksoft (The Hacker)
- Hauri (ViRobot)
- Ikarus Software (Ikarus)
- INCA Internet (nProtect)
- Jiangmin
- K7 Computing (K7AntiVirus, K7GW)
- Kaspersky Lab (Kaspersky Anti-Virus)
- Kingsoft (Kingsoft)
- Malwarebytes Corporation (Malwarebytes' Anti-Malware)
- McAfee (VirusScan)
- Microsoft (Malware Protection)
- Microworld (eScan)
- Nano Security (Nano Antivirus)
- Norman (Norman Antivirus)
- Panda Security (Panda Platinum)
- PC Tools (PCTools)
- Qihoo 360 (Qihoo 360)
- Rising Antivirus (Rising)
- Sophos (SAV)
- Sunbelt Software (Sunbelt antivirus)
- SUPERAntiSpyware (SUPERAntiSpyware)
- Symantec AntiVirus
- TotalDefense (TotalDefense)
- Trend Micro (TrendMicro, TrendMicro-HouseCall)
- VirusBlokAda (VBA32)

## Motoare și dataset-uri utilizate pentru scanarea site-urilor web/domeniilor
- ADMINUSLabs (ADMINUSLABS)
- AegisLab WebGuard (AegisLab)
- Alexa (Amazon)
- AlienVault (AlienVault)
- Antiy-AVL (Antiy Labs)
- AutoShun (RiskAnalytics)
- Avira Checkurl (Avira)
- BitDefender (BitDefender)
- CRDF (CRDF FRANCE)
- C-SIRT (Cyscon SIRT)
- CLEAN MX (CLEAN MX)
- Comodo Site Inspector (Comodo Group)
- CyberCrime (Xylitol)
- Dr.Web Link Scanner (Dr.Web)
- Emsisoft (Emsi Software GmbH)
- ESET (ESET)
- FortiGuard Web Filtering (Fortinet)
- G-Data (G Data)
- Google Safebrowsing (Google)
- K7AntiVirus (K7 Computing)
- Kaspersky URL advisor (Kaspersky Lab)
- Malc0de Database (Malc0de)
- Malekal (Malekal's MalwareDB)
- Malwarebytes hpHosts (Malwarebytes)
- Malwared (Malwared.ru)
- Malware Domain Blocklist (DNS-BH - Malware Domain Blocklist)
- Malware Domain List (Malware Domain List)
- MalwarePatrol (MalwarePatrol)
- Malwares.com (Saint Security)
- Netcraft (Netcraft)
- Opera (Opera)
- Palevo Tracker (Abuse.ch)
- ParetoLogic URL Clearing House (ParetoLogic)
- Phishtank (OpenDNS)
- Quttera (Quttera)
- SCUMWARE (Scumware.org)
- SecureBrain (SecureBrain)
- Sophos (Sophos)
- SpyEye Tracker (Abuse.ch)
- StopBadware (StopBadware)
- Sucuri SiteCheck (Sucuri)
- ThreatHive (The Malwarelab)
- Trend Micro Site Safety Center (Trend Micro)
- urlQuery (urlQuery.net)
- VX Vault (VX Vault)
- Websense ThreatSeeker (Websense)
- Webutation (Webutation)
- Wepawet (iseclab.org)
- Yandex Safebrowsing (Yandex)
- ZCloudsec (Zcloudsec)
- ZDB Zeus (ZDB Zeus)
- Zeus Tracker (Abuse.ch)
- Zvelo (Zvelo)

## Vezi și
- Listă de companii dezvoltatoare de produse software antivirus comerciale